# Maurizio Lazzarato
Maurizio Lazzarato es un sociólogo y filósofo italiano independiente, que reside en París.

## Investigación
Su investigación se centra en el trabajo inmaterial, la fragmentación del trabajo asalariado, la ontología del trabajo y el capitalismo cognitivo. También está interesado en los conceptos de biopolítica y bioeconomía.
Investigador en el Matisse/CNRS (Universidad de París I), es miembro del Colegio internacional de filosofía de París.
Formó parte del comité editorial de la revista Multitudes, de la que es miembro fundador.

## Obras publicadas
Libros
- La fábrica del hombre endeudado: Ensayo sobre la condición neoliberal. 2013. Editorial=Amorrortu Editores. isbn=9788461090464
- Gobernar a través de la deuda: tecnologías de poder del capitalismo neoliberal. 2015. Editorial=Amorrortu Editores. isbn=9788461090518
- Políticas del acontecimiento. Tinta Limón, 2006.
- Por una política menor: acontecimiento y política en las sociedades de control. 2006. Editorial=Traficantes de Sueños isbn=9788496453128
- Puissances de l'invention. La psychologie économique de Gabriel Tarde contre l'économie politique, Les Empêcheurs de penser en rond, 2002.
- Les Révolutions du capitalisme, Les Empêcheurs de penser en rond, 2004.
- Le Gouvernement des inégalités. Critique de l'insécurité néolibérale, Éditions Amsterdam, 2008.
- Expérimentations politiques, Éditions Amsterdam, 2009 (reprend Le Gouvernement des inégalités).
- Marcel Duchamp et le refus du travail, Les Prairies ordinaires, 2014, 96 p.

Obras colectivas
- junto a Badiou, Rancière, Negri, Balibar, Douzinas, Harvey, Jappe, Stavrakakis, Lazzarato, Théret. El síntoma griego. Posdemocracia, guerra monetaria y resistencia social en la Europa de hoy. Errata Naturae, 2013.
- Con Éric Alliez, Guerre et capital, Éditions Amsterdam, 2016
- Con Antonio Negri y Yann Moulier-Boutang, Des entreprises pas comme les autres: Benetton en Italie, le Sentier à Paris, Publisud, 1993.
- Con Antonella Corsani, Antonio Negri y la colaboración de Yann Moulier-Boutang, Le Bassin de Travail Immatériel (BTI) dans la métropole parisienne, L'Harmattan, 1996.
- Con Antonella Corsani, Intermittents et précaires, Éditions Amsterdam, 2008.

Epílogo
- « Postface » à Gabriel Tarde, Monadologie et sociologie, Les Empêcheurs de penser en rond, 1999 (édition dirigée par Éric Alliez).